# ハインリヒ1世 (ヘッセン方伯)
ハインリヒ1世（ドイツ語：Heinrich I., 1244年6月24日 - 1308年12月21日）は、初代ヘッセン方伯（在位：1264年 - 1308年）。ブラバント公アンリ2世とゾフィー・フォン・チューリンゲンの息子。小児伯（das Kind）とよばれた。

## 生涯

### ヘッセン継承までの経緯
1247年、チューリンゲン方伯ハインリヒ・ラスペが嗣子なく死去し、チューリンゲンとヘッセンの継承について対立が起こり、ハインリヒ・ラスペの甥と姪の間で継承をめぐる争いが起こった。姪ゾフィーはハインリヒ・ラスペの兄ルートヴィヒ4世の娘で、息子ハインリヒのために領地の継承権を主張していた。一方、マイセン辺境伯ハインリヒ3世はハインリヒ・ラスペの異母姉ユッタの息子であった。他にマインツ大司教も継承権を主張しており、ヘッセンはマインツ大司教領の封土であると主張することができ、ルードヴィング家が断絶したことでヘッセン領の返還を要求した。ヘッセン貴族に支持されたゾフィーは、従兄弟ハインリヒ3世に抗してヘッセンを保持することに成功し、ハインリヒ3世は1264年にルードヴィング家領の分割を受け入れた。ハインリヒ3世はチューリンゲンを手に入れ、ゾフィーの息子ハインリヒはヘッセンを継承することとなった。翌年、大司教ヴェルナー2世・フォン・エッペンシュタインはラングスドルフの条約でこの結果に同意し、ハインリヒを自身の臣下およびヘッセン方伯として受け入れた。
このとき、ヘッセン方伯領はヴォルフハーゲン、ツィーレンベルク、エシュヴェーゲ、アルスフェルト、グリューンベルク、フランケンベルクおよびビーデンコプフの間の地域で構成されていた。同年、ハインリヒはチュービンゲン宮中伯からギーセンとともにグライベルク伯領の一部を手に入れた。方伯領は1277年にハインリヒが居城をおいたカッセルの町と、ハインリヒの祖母聖エルジェーベトが埋葬されハインリヒがマールブルク城を建設したマールブルクの町が中心であった。

### ナウムブルクの領有をめぐる争い
ハインリヒは再び大司教とナウムブルクの領有をめぐって再び大司教と対立した。大司教に代わって、ハインリヒは1274年にルドルフ1世により追放された。しかしハインリヒはボヘミア王オタカル2世との戦いや1276年のウィーン征服においてルドルフ1世を支援し、ルドルフ1世はハインリヒを復位させた。1290年、ハインリヒはフリッツラーの戦いにおいて大司教に勝利し、これ以降、領地を維持することができた。
ハインリヒはブラバントに対する主張を放棄することはなかったが、リンブルフ継承戦争においては甥ブラバント公ジャン1世を支援しゲルデルンおよびルクセンブルクと争った。

### 帝国諸侯への昇格
1292年5月12日、ハインリヒはローマ王アドルフにより帝国諸侯とされ、ヘッセンはマインツ大司教の主権から脱した。ハインリヒはエシュヴェーゲとボイネブルク（およびゾントラ）を与えられ、ヘッセンにおける自身の立場を強固にした。巧みな外交により、彼はゾーデン＝アレンドルフ、カウフンゲン、ヴィッツェンハウゼン、インメンハウゼン、グレーベンシュタイン、ヴァンフリート、シュタウフェンベルク、トレンデルブルクおよびラインハルトヴァルトを獲得した。
1263年、ハインリヒはブラウンシュヴァイク＝リューネブルク公オットー1世の娘アーデルハイトと結婚し、2人の間には4人の娘とハインリヒ（"若伯"）およびオットーが生まれた。1274年にアーデルハイトが死去した後、ハインリヒはクレーフェ伯ディートリヒ5世の娘メヒティルトと結婚し、この結婚で5人の娘とヨハンおよびルートヴィヒが生まれた。

### 継承問題
1292年、ハインリヒの継承問題について内部紛争が起こった。2番目の妃メヒティルトは自身の息子たちへの遺産の分割を要求したが、最初の妃の息子であるハインリヒとオットーは義母弟を相続から外すことを主張した。これにより、ハインリヒの残りの生涯にわたり内戦が続いた。
ハインリヒは争いのさなかにマールブルクで死去した。同地の聖エリザベート教会に埋葬され、この教会はその後数世紀にわたり歴代ヘッセン方伯の墓所となった。ハインリヒの死後、領地はオットーがマールブルク周辺の上ヘッセン（Oberhessen）を、ヨハンがカッセルを中心とする下ヘッセン（Niederhessen）を継承する形で分割された。ヨハンの弟ルートヴィヒは聖職に入り、1310年にミュンスター司教となった。

## 子女
1263年にハインリヒはブラウンシュヴァイク＝リューネブルク公オットー1世の娘アーデルハイトと結婚した。
- ゾフィー（1264年 - 1331年8月12日以降） - 1276年にヴァルデック伯オットー1世と結婚
- ハインリヒ（"若伯"、1265年 - 1298年8月23日） - 1290年にバイエルン公ルートヴィヒ2世の娘アグネスと結婚
- マティルド（1267年 - 1332年以降） - 1283年にツィーゲンハイン伯ゴットフリートと結婚、1309年10月11日以降にフィリップ3世・フォン・ファルケンシュタイン＝シュタンデルと結婚。
- アーデルハイト（1268年 - 1315年12月7日） - 1284年にヘンネベルク＝シュロイジンゲン伯ベルトルト7世と結婚
- エリーザベト（1269/70年 - 1293年2月19日） - 1287年頃にザイン伯ヨハンと結婚
- 息子（1270年頃 - 1274年頃）
- オットー（1272年頃 - 1328年1月17日） - 上ヘッセン方伯

1276年にクレーフェ伯ディートリヒ5世の娘メヒティルトと結婚した。
- ジャン（1311年没） - 下ヘッセン方伯
- エリーザベト（1276年頃 - 1306年7月6日以降） - 1290年にブラウンシュヴァイク＝ヴォルフェンビュッテル侯ヴィルヘルム1世と結婚、1294年にエップシュタイン伯ゲルハルト5世と結婚。
- アグネス（1277年頃 - 1335年） - ニュルンベルク城伯ヨハン1世と結婚
- ルートヴィヒ（1282/3年 - 1357年8月18日） - ミュンスター司教（1310年 - 1357年）
- エリーザベト（1308年10月30日以降没） - 1299年にゲルツ伯アルブレヒト2世と結婚
- カタリーナ（1322年没） - オーラミュンデ伯オットー4世と結婚
- ユッタ（1317年10月13日没） - 1311年にゲッティンゲン侯オットーと結婚